# 트라우마 센터 (영화)
《트라우마 센터》(영어: Trauma Center)는 2019년에 개봉된 미국의 액션 스릴러 영화이다.

## 출연

### 주연
- 브루스 윌리스 - 웨익스 역
- 닉키 웰란 - 메디슨 역

### 조연
- 스티브 구텐버그 - 닥터 존스 역
- 텍사스 배틀 - 서전트 툴 역
- 티토 오티즈 - 피어스 형사 역
- 타일러 존 올슨 - 토니 마틴 형사 역